# Many Happy Returns (film 1913)
Many Happy Returns è un cortometraggio muto del 1913 diretto da Hay Plumb.

## Trama
Per il suo compleanno, un uomo riceve dei sigari di pessima qualità.

## Produzione
Il film fu prodotto dalla Hepworth.

## Distribuzione
Distribuito dalla Hepworth, il film - un cortometraggio di 244 metri - uscì nelle sale cinematografiche britanniche nell'aprile 1913.
Fu distrutto nel 1924 dallo stesso produttore, Cecil M. Hepworth. Fallito, in gravissime difficoltà finanziarie, Hepworth pensò in questo modo di poter almeno recuperare il nitrato d'argento della pellicola.